# 索奇螳属
索奇螳属（学名：Somalithespis）是弓颈螳科的一属。

## 下属物种
本属包括以下物种：
- Somalithespis minor Giglio-Tos, 1916